# Geprüfter Fortbildungstrainer
Geprüfter Fortbildungstrainer (HWK) ist eine berufspädagogische Weiterbildung, die mit einer Prüfung vor einer Handwerkskammer abschließt. Der Abschluss wurde 2007 neu entwickelt; geprüft wird seit 2008.
Mit dieser Fortbildung wird die Befähigung gestärkt, Fortbildungen handlungsorientiert zu planen und zu gestalten sowie teilnehmerbezogen zu realisieren. Durch die eigenen Erfahrungen im Online-Teil dieser Fortbildung können die Teilnehmenden zudem die Chancen medien- und netzbasierten Lernens bewerten.
Der Vorbereitungslehrgang kann berufsbegleitend absolviert werden und hat eine Dauer von 4 Monaten.

## Inhaltliche Konzeption
Diese modulare Fortbildung für Lehrkräfte ist als Blended-Learning-Lehrgang, das heißt als Verzahnung zwischen Selbstlernen und betreutem Lernen in Präsenzseminaren und Online-Konferenzen konzipiert. Die Fortbildung umfasst entsprechend zu jedem Modul Selbstlernphasen mit Unterlagen/Skripten sowie zum Teil mit Lernprogrammen, Leitfragen und Aufgaben. Zu Beginn wird mit den Teilnehmern jeweils ein komplexes Unterrichtsprojekt vereinbart, das diese begleitend im Laufe des Lehrgangs realisieren. Die Lernenden erhalten zu den geleisteten Teilarbeiten regelmäßig Feedback von den Lernbegleitern. Für die Online-Betreuung und den Austausch untereinander werden die Teilnehmer auf einer Online-Lernplattform angelegt.
Der Gesamtumfang der Fortbildung beträgt 200 Stunden, davon 90 Stunden Selbstlernen und 110 UStd. Präsenzlernen, davon circa 14 Stunden im Online-Konferenzraum.
Wesentliche fachliche Zusammenhänge und Basisinformationen der Fortbildung sind in den Selbstlernmaterialien enthalten. Die Aufgaben und vor allem das lehrgangsbegleitende Projekt sind so gestaltet, dass eine Umsetzung der Erkenntnisse in die praktische Arbeit der Teilnehmer realisierbar ist. Es wird grundsätzlich angeregt, Aufgaben auch in Gruppen zu bearbeiten. Das Unterrichtsprojekt erstreckt sich auf eine möglichst handlungssystematische Makroplanung eines Lehrgangs oder Lehrgangsteils sowie die handlungsorientierte Feinplanung von ein bis zwei Unterrichtseinheiten. Zu jedem Modul wird ein zweitägiges Präsenzseminar durchgeführt, in dem ausgewählte Schwerpunkte des Moduls intensiv behandelt werden. Hier sollen offene Fragen aus der Selbstlernphase besprochen werden. Vor allem soll eine praxisbezogene Umsetzung und Vertiefung der in den Selbstlernphasen gewonnenen Erkenntnisse erfolgen. Es sollen dabei Themen des jeweiligen Moduls aufgegriffen werden, zu denen auch der Erfahrungsaustausch unter den Lernenden besonders wichtig ist.

## Fortbildungsinhalte

### Modul 1: Didaktische Planung handlungsorientierter Lehrgänge (Makroplanung)
- Makroplanung des Lehrgangs: Prüfungsordnung und Rahmenlehrplan als Grundlagen der didaktischen Planung, Verbindlichkeiten und Freiräume, Abstimmung mit anderen Lehrkräften, Handlungsorientierung und Handlungskompetenz, didaktisches Handeln im Zusammenhang: Makroplanung, Unterrichtsvorbereitung, Unterrichtsdurchführung, Unterrichtsreflexion, Ablaufplanung: didaktische Abfolge von Themen / Handlungssituationen, grundlegender Zusammenhang zwischen Zielen, Inhalten und Methoden, erforderlicher Einsatz von Medien und Aufgaben, grundlegende Planung der Ergebnissicherung.
- Umgang mit heterogenen Teilnehmerstrukturen: Teilnehmerorientierung, Erfassung der Teilnehmervoraussetzungen, Analyse der spezifischen Arbeitsbedingungen, Strategien zur Beachtung der besonderen Anforderungen heterogener Teilnehmerstrukturen.

### Modul 2: Methodische Ansätze für eine handlungsorientierte Unterrichtsgestaltung
- Methoden zum Lehrgangseinstieg: Zur Soziodynamik von Anfangssituationen, Möglichkeiten zur Gestaltung des Einstiegs.

Handlungsorientierung im Unterricht: Theoretische Grundlagen, Praktische Realisierung.
- Methodische Möglichkeiten: Methodenvielfalt – Chancen und Wirkungen unterschiedlicher Methoden für die Gestaltung von Lernprozessen, Kriterien für die Auswahl geeigneter Methoden (Ziel-/Kompetenzbezug, Inhaltsbezug), Bedeutung der Rahmenbedingungen für die Methodenwahl, Bezug zwischen Methodenwahl und Medieneinsatz, Spezifische Moderations- und Präsentationstechniken.

### Modul 3: Handlungsorientierte Mediengestaltung und Medieneinsatz
- Funktionen von Medien im Lehr-/Lernprozess.
- Kriterien für die Auswahl/Entwicklung von Medien: Bezug von Medien und Zielen, Ausrichtung von Medien auf gewählte Unterrichtsmethoden

Entwicklung und Evaluation handlungsorientierter Aufgaben (Projekte, Kundenaufträge usw.): Voraussetzungen für handlungsorientierte Aufgaben, Vorgehen zur Erstellung und Evaluation handlungsorientierter Aufgaben, Bewertung handlungsorientierter Aufgaben.
- Kriterien für die Gestaltung von Medien: Vorgaben des Trägers zur Gestaltung, Beachtung von Anforderungen des QM, Gestaltungstechniken, Praxisbeispiele.
- Umgang mit Medien in der Lehr-Lern-Situation, Einbindung von neuen Medien in den Unterricht.

### Modul 4: Lernende durch den Lehrgang begleiten
- Die neue Rolle der Lehrenden: Vom Dozenten zum Organisator und Begleiter von Lernprozessen.
- Lernen lernen: Entwicklung einer neuen Lernkultur: von der Konsumentenhaltung zum selbstorganisierten und selbstgesteuerten Lernen, Lernverhalten von Erwachsenen, Lerntechniken für Erwachsene.
- Unterstützung von Lernprozessen: Ziele absprechen, Motivieren (Edutainment), Lernschwierigkeiten und Lernhilfen, Feedback und erwachsenengerechte Lernerfolgskontrollen.

### Modul 5: Verhaltensreflexion, Kommunikation und Konfliktbewältigung im Lehrgang
- Das Menschenbild und die Wirkungen auf das Verhalten der Lehrkräfte: Zur Bedeutung des Menschenbildes, Rollenverständnis Lehrkraft – Lerner, Reflexion der eigenen Einstellung und des Verhaltens.
- Kommunikation mit den Teilnehmern: Gestalten von Kommunikationsprozessen, Vermeiden von Kommunikationsstörungen.
- Organisation und Steuerung von Gruppenprozessen: Kriterien zur Bildung von Arbeitsgruppen, Lernfördernde Kommunikation und Interaktion in der Gruppe, Hilfestellung bei Störungen und Blockaden.
- Konfliktbewältigung im Lehrgang: Ursachen für Konflikte im Lehrgang, Möglichkeiten der Konfliktvermeidung, Möglichkeiten der Konfliktbewältigung.

## Zulassungsvoraussetzungen
Die Voraussetzung für die Zulassung zur Prüfung ist eine einjährige Erfahrung in der Weiterbildung und die regelmäßige Teilnahme an dem Vorbereitungslehrgang.

## Prüfung und Abschluss
Nach der Durchführung der einzelnen Module wird von einer Handwerkskammer eine Teilnahmebescheinigung ausgestellt. Nach dem Ende der Fortbildung wird eine Fortbildungsprüfung an einer Handwerkskammer angeboten.
Zum Ende der Fortbildung erfolgt eine Fortbildungsprüfung derzeit bei der Handwerkskammer Dortmund oder der Handwerkskammer Chemnitz. Schwerpunkt der Prüfung ist die Bearbeitung einer Projektaufgabe in Hausarbeit sowie eine mündliche Prüfung. In der Hausarbeit wird die Anfertigung eines realen Lehrgangskonzeptes als Hausarbeit über einen Lehrgang oder Lehrgangsteil von 50 Unterrichtsstunden (Makroplanung) sowie die Feinplanung einer Unterrichtseinheit von 2 Stunden aus der eigenen Unterrichtspraxis des Prüfungsteilnehmers oder aus einer geplanten Unterrichtstätigkeit gefordert. Die mündliche Prüfung dauert 1 Stunde und erstreckt sich auf eine Präsentation des Projektes und ein Prüfungsgespräch.
Bei bestandener Prüfung erhält der Prüfling das Zeugnis Geprüfter Fortbildungstrainer (HWK).